# Centruroides suffusus
El alacrán de Durango (Centruroides suffusus) es un arácnido perteneciente a la familia Buthidae, del orden Scorpiones. Esta especie fue descrita por Pocock en 1902. El nombre específico suffusus puede deberse al parche negro que presenta en el carapacho. Es una especie endémica de México.

## Clasificación y descripción
Esta especie es llamada así debido a su distribución la cual es abundante en el estado de Durango, en México. Se caracteriza por presentar un parche negro en la zona anterior dorsal del carapacho. Es una especie de talla media, alcanzando cerca de 7 centímetros con todo y cola. La coloración general se aprecia ocre, aunque los tergitos se presentan oscuros, con un par de bandas longitudinales que se extienden desde el tubérculo ocular hasta el borde posterior, a veces uniéndose en la línea media la cual a veces invade el área lateral del carapacho; las patas, quelas, parte inferior de la cola y parte superior de los quelíceros se presentan moteadas indistintamente o con una coloración uniformemente pálida; lado inferior de la cola con trazas al menos de una banda mediana. El tubérculo subaculear se aprecia cercano al acúleo en la hembra.

## Distribución
Esta especie es endémica de México y se distribuye en los estados de Sinaloa, Durango y Nayarit. Es de ambiente terrestre y se les puede encontrar debajo de piedras, troncos o cualquier objeto que lo pueda resguardar.

## Estado de conservación
No se encuentra dentro de ninguna categoría de riesgo en las normas nacionales o internacionales.

## Relevancia médica
Esta especie se encuentra dentro de los organismos considerados de importancia médica en México. Su picadura puede llegar a representar un riesgo grave a la salud y requiere atención médica.